# 八五七农场
八五七农场是一个位于中华人民共和国黑龙江省鸡西市密山市的农场，亦是黑龙江省农垦牡丹江管理局所属的一个农场。
八五七农场原为1951年由沈阳市劳改大队建立的劳改农场，对外称“沈阳市密山农场”。1954年8月，划归黑龙江省公安厅管辖，改名为“黑龙江省密山农场”。1957年5月，划归中国人民解放军铁道兵农垦局。1960年2月，改为八五七农场。1968年6月，组建黑龙江生产建设兵团，将八五七农场编为第四师第四十二团。1976年2月，撤销黑龙江生产建设兵团，改为朝阳农场。1979年恢复八五七农场名称。地处穆棱河、兴凯湖冲积平原。总面积567平方公里，总人口1.8万人。

## 行政区划
八五七农场下辖以下单位：
八五七场直社区、八五七农场第一管理区、八五七农场第二管理区、八五七农场第三管理区、八五七农场第四管理区、八五七农场第五管理区、八五七农场第六管理区、八五七农场第七管理区、八五七农场第八管理区、八五七农场第九管理区、八五七农场第十管理区、八五七农场第十一管理区和八五七农场第十二管理区。